# Nomada orcusella
Nomada orcusella är en biart som beskrevs av Cockerell 1910. Nomada orcusella ingår i släktet gökbin, och familjen långtungebin. Inga underarter finns listade i Catalogue of Life.